# Aprostocetus tarsalis
Aprostocetus tarsalis är en stekelart som först beskrevs av Perkins 1912.  Aprostocetus tarsalis ingår i släktet Aprostocetus och familjen finglanssteklar. Inga underarter finns listade i Catalogue of Life.